# Floorball-Bundesliga Österreich 2017/18
Die Floorball-Bundesliga Österreich 2017/18 war die 17. Spielzeit der österreichischen Floorball-Bundesliga.

## Herren-Bundesliga (Großfeld)
Die österreichische Floorball-Staatsmeisterschaft auf dem Großfeld der Herren begann am 23. September 2017. Titelverteidiger war der VSV Unihockey. In der Finalserie setzte sich der SU Wiener FV mit 2:1 Siegen gegen KAC Floorball durch.

### Teilnehmer
- VSV Unihockey
- TVZ Wikings Zell am See
- SU Wiener FV
- KAC Floorball
- IBC Leoben
- IC Graz
- Hot Shots Innsbruck

### Modus
Die Vorrunde zur österreichischen Herren(-Großfeld)-Staatsmeisterschaft wurde in einer einfachen Vor- und Rückrunde ausgespielt. Die besten vier Mannschaften des Grunddurchgangs ermittelten in einer „Best of 3“-Serie die Finalisten. Das Finale wurde ebenfalls im „Best of 3“-Modus ausgespielt.
| Pl. | Verein                  | Sp. | S(OT) | N(OT) | Diff. | Pkt. |
| --- | ----------------------- | --- | ----- | ----- | ----- | ---- |
| 01. | SU Wiener FV            | 12  | 7(0)  | 05(2) | +012  | 23   |
| 02. | KAC Floorball           | 12  | 7(2)  | 05(1) | +04   | 20   |
| 03. | VSV Unihockey           | 12  | 6(1)  | 06(1) | −03   | 18   |
| 04. | TVZ Wikings Zell am See | 12  | 4(1)  | 08(0) | −013  | 11   |

| Pl. | Verein              | Sp. | S(OT) | N(OT) | Diff. | Pkt. |
| --- | ------------------- | --- | ----- | ----- | ----- | ---- |
| 01. | Hot Shots Innsbruck | 8   | 5(0)  | 03(2) | +021  | 17   |
| 02. | IBC Leoben          | 8   | 6(2)  | 02(0) | +04   | 16   |
| 03. | IC Graz             | 8   | 1(1)  | 07(1) | −025  | 3    |

### Play-offs – Halbfinale
- SU Wiener FV – TVZ Wikings Zell am See  10:2 (3:0, 1:2, 6:0) am 10. März 2018
- KAC Floorball – VSV Unihockey  2:7 (0:3, 0:2, 2:2) am 10. März 2018
- TVZ Wikings Zell am See – SU Wiener FV  2:8 (1:2, 1:5, 0:1) am 17. März 2018
- VSV Unihockey – KAC Floorball  5:8 (3:4, 1:2, 1:2) am 17. März 2018
- KAC Floorball – VSV Unihockey  6:2 (1:0, 1:0, 4:2) am 24. März 2018

Damit zogen SU Wiener FV und KAC Floorball in das Finale ein.

### Finale
- 1. Spiel: SU Wiener FV – KAC Floorball  2:3 (1:1, 1:0, 0:2) am 7. April 2018
- 2. Spiel: KAC Floorball – SU Wiener FV  9:10 (2:5, 5:2, 2:3) am 15. April 2018
- 3. Spiel: SU Wiener FV – KAC Floorball  10:6 (3:2, 3:2, 4:2) am 21. April 2018

SU Wiener FV mit 2:1 Siegen Österreichischer Herren-Floorball-Staatsmeister 2018.

## Damen-Bundesliga (Großfeld)

### Teilnehmer
- TVZ Wikings Zell am See
- VSV Unihockey
- Österreich U19-Damen

### Modus
Die österreichische Floorball-Staatsmeisterschaft der Damen auf dem Großfeld wurde in einem zweitägigen Turnier (einfache Hin- und Rückrunde) ausgetragen.
| Pl. | Verein                  | Sp. | S | N  | Diff. | Pkt. |
| --- | ----------------------- | --- | - | -- | ----- | ---- |
| 01. | TVZ Wikings Zell am See | 4   | 4 | 0  | +043  | 8    |
| 02. | Österreich U19-Damen    | 4   | 2 | 02 | +09   | 4    |
| 03. | VSV Unihockey           | 4   | 0 | 04 | −052  | 0    |

TVZ Wikings Zell am See wurden Österreichischer Damen-Floorball-Staatsmeister 2018.